# Patrick Nuo
Patrick Nuo (Gettnau, 31 agosto 1982) è un cantante svizzero residente in Germania, in attività dal 2003 e dedito ai generi pop-rock, per lo più in lingua inglese.
In totale, ha pubblicato sinora 3 album: Welcome (2003), Superglue (2005) e  Nuo (2007). Tra i singoli più noti figurano 5 Days (2003) e Welcome (to My Little Island) (2003).

## Biografia
Patrick Nuo è nato a Gettnau, nel cantone di Lucerna, in Svizzera, il 31 agosto 1982 da padre kosovaro-albanese e madre svizzera.
A 14 anni si trasferisce quindi in Germania, ad Amburgo per intraprendere la carriera musicale.
Nel 2003, pubblica il suo primo album, Welcome , che prende il nome dal singolo Welcome (to My Little Island).
Nello stesso anno, viene premiato con il "BRAVO Otto", il premio assegnato dai lettori della rivista tedesca BRAVO.
Pubblica in seguito gli album Superglue (2005) e  Nuo (2007).
Nel 2010, viene scelto come "giurato" per l'ottava edizione del talent show di RTL Television Deutschland sucht den Superstar.

### Vita privata
È sposato dal 2005 con l'attrice statunitense Molly Schade, con la quale ha due figli.

## Discografia

### Album
- 2003 Welcome
- 2005 Superglue
- 2007 Nuo

## Premi & riconoscimenti
- 2003 BRAVO Otto nella categoria"Shootingstar"
- 2004 Radio Regenbogen-Award